# SWS C-1
Pour les articles homonymes, voir SWS.
Le SWS C 1 est un prototype de biplan de reconnaissance suisse de la Première Guerre mondiale.

## Histoire
La Fabrique suisse de wagons de Schlieren, désireuse de se lancer dans la fabrication d'avions engage en septembre 1918 deux ingénieurs spécialisés pour répondre à un cahier des charges de l’aviation militaire suisse pour un avion de reconnaissance. Dès le 17 mars 1919 le prototype fait son premier vol. Offrant de performances supérieures à celles requises il est transféré à l'armée pour l'évaluation. La fiabilité catastrophique du moteur Argus As-III provoque de nombreux incidents dont deux casses moteur complètes après rupture du vilebrequin et un capotage à l'atterrissage. Le remplacement du moteur Argus par un BMW IIIa de 185 cv s'il améliorait les performances se conclut par une nouvelle panne moteur suivi d'un nouveau capotage dans un champ labouré. L'avion n'étant pas réparable le constructeur décide d'en rester là et abandonne la construction aéronautique.